# États-Unis aux Jeux olympiques de 1920
Les États-Unis participent aux Jeux olympiques de 1920 à Anvers. Il s'agit de leur 6e participation à des Jeux d'été.
La délégation américaine, composée de 288 athlètes, termine première du classement par nations avec 95 médailles (41 en or, 27 en argent et 27 en bronze).

## Bilan global
| Sport               | Médaille d'or, Jeux olympiques | Médaille d'argent, Jeux olympiques | Médaille de bronze, Jeux olympiques | Total |
| Athlétisme          | 9                              | 12                                 | 8                                   | 29    |
| Aviron              | 3                              | 1                                  | 0                                   | 4     |
| Boxe                | 3                              | 0                                  | 1                                   | 4     |
| Escrime             | 0                              | 0                                  | 1                                   | 1     |
| Hockey sur glace    | 0                              | 1                                  | 0                                   | 1     |
| Lutte               | 1                              | 2                                  | 3                                   | 6     |
| Natation            | 8                              | 5                                  | 3                                   | 16    |
| Patinage artistique | 0                              | 0                                  | 1                                   | 1     |
| Plongeon            | 3                              | 2                                  | 3                                   | 8     |
| Polo                | 0                              | 0                                  | 1                                   | 1     |
| Rugby               | 1                              | 0                                  | 0                                   | 1     |
| Tir                 | 13                             | 4                                  | 6                                   | 23    |
|                     | 41                             | 27                                 | 27                                  | 95    |

## Liste des médaillés américains

### Médailles d'or
| Sport                                              | Discipline | Sportifs |
| Médailles d’or 41                                  | |          |
| Athlétisme                                         | |          |
| 100 m                                              | Charley Paddock |          |
| 200 m                                              | Allen Woodring |          |
| 400 m haies                                        | Frank Loomis |          |
| 4 × 100 m                                          | Charley Paddock, Jackson Scholz Loren Murchison, Morris Kirksey |          |
| 3 000 m par équipe                                 | Horace Brown, Arlie Schardt Ivan Dresser, Lawrence Shields Mike Devaney |          |
| Saut en hauteur                                    | Richmond Landon |          |
| Saut à la perche                                   | Frank Foss |          |
| Lancer du marteau                                  | Patrick Ryan |          |
| Lancer du marteau lourd                            | Patrick McDonald |          |
| Aviron                                             | |          |
| Skiff                                              | John B. Kelly, Sr. |          |
| Deux de couples                                    | Paul Costello, John B. Kelly, Sr. |          |
| Huit                                               | Virgil Jacomini, Edwin Graves, William Jordan Edward Moore, Alden Sanborn, Donald Johnston Vincent Gallagher, Clyde King, Sherman Clark                                                                                 |          |
| Boxe                                               | |          |
| Poids mouches (-50,8 kg)                           | Frankie Genaro |          |
| Poids légers (-61,2 kg)                            | Samuel Mosberg |          |
| Poids mi-lourds (-79,4 kg)                         | Edward Eagan |          |
| Lutte                                              | |          |
| Poids plume, -60 kg                                | Charles Ackerly |          |
| Natation                                           | |          |
| 100 m nage libre hommes                            | Duke Kahanamoku |          |
| 400 m nage libre hommes                            | Norman Ross |          |
| 1500 m nage libre hommes                           | Norman Ross |          |
| 100 m dos hommes                                   | Warren Kealoha |          |
| 4 × 200 m nage libre hommes                        | Duke Kahanamoku, Pua Kealoha Perry McGillivray, Norman Ross |          |
| 100 m nage libre femmes                            | Ethelda Bleibtrey |          |
| 300 m nage libre femmes                            | Ethelda Bleibtrey |          |
| 4 × 100 m nage libre                               | Ethelda Bleibtrey, Irene Guest Frances Schroth, Margaret Woodbridge |          |
| Plongeon                                           | |          |
| Tremplin à 3 m hommes                              | Louis Kuehn |          |
| Plongeon de haut vol hommes                        | Clarence Pinkston |          |
| Plongeon de haut vol femmes                        | Aileen Riggin |          |
| Rugby                                              | |          |
| Équipe                                             | Daniel Carroll, Charlie Doe, George Fish Jim Fitzpatrick, Lou Hunter, Morris Kirksey Charles Mehan, John Muldoon, John O'Neil Jack Patrick, Cornelius Righter, Rudy Scholz Dink Templeton, Charles Tilden, Heaton Wrenn |          |
| Tir                                                | |          |
| Pistolet à 30 m par équipes                        | Karl Frederick, Louis Harant, Michael Kelly Alfred Lane, James H. Snook |          |
| Pistolet libre à 50 m                              | Karl Frederick |          |
| Pistolet libre à 50 m par équipes                  | Raymond Bracken, Karl Frederick, Michael Kelly Alfred Lane, James H. Snook |          |
| Petite carabine à 50 m                             | Lawrence Nuesslein |          |
| Petite carabine à 50 m par équipes                 | Dennis Fenton, Willis A. Lee, Lawrence Nuesslein Arthur Rothrock, Oliver Schriver |          |
| Carabine libre 3 positions à 300 m                 | Morris Fisher |          |
| Carabine libre par équipes                         | Dennis Fenton, Morris Fisher, Willis A. Lee Carl Osburn, Lloyd Spooner |          |
| Carabine libre couché à 300 m par équipes          | Morris Fisher, Joseph Jackson, Willis A. Lee Carl Osburn, Lloyd Spooner |          |
| Carabine d'ordonnance debout à 300 m               | Carl Osburn |          |
| Carabine d'ordonnance couché à 600 m par équipes   | Carl Osburn, Dennis Fenton, Joseph Jackson Willis A. Lee, Oliver Schriver, Lloyd Spooner |          |
| Carabine d'ordonnance couché 300+600 m par équipes | Joseph Jackson, Willis A. Lee, Carl Osburn Oliver Schriver, Lloyd Spooner |          |
| Fosse olympique                                    | Mark Arie |          |
| Tir aux pigeons par équipes                        | Mark Arie, Horace Bonser, Jay Clark Forest McNeir, Frank Troeh, Frank Wright |          |

### Médailles d'argent
| Sport                                     | Discipline | Sportifs |
| Médailles d’argent 27                     | |          |
| Athlétisme                                | |          |
| 100 m                                     | Morris Kirksey |          |
| 200 m                                     | Charley Paddock |          |
| 800 m                                     | Earl Eby |          |
| 110 m haies                               | Harold Barron |          |
| 400 m haies                               | John Norton |          |
| 3 000 m steeple                           | Patrick Flynn |          |
| 10 km marche                              | Joseph Pearman |          |
| Saut en longueur                          | Carl Johnson |          |
| Saut en hauteur                           | Harold Muller |          |
| Lancer du marteau lourd                   | Patrick Ryan |          |
| Pentathlon                                | Everett Bradley |          |
| Décathlon                                 | Brutus Hamilton |          |
| Aviron                                    | |          |
| Quatre barré                              | Kenneth Myers, Carl Klose, Franz Federschmidt Erich Federschmidt, Sherman Clark                                                                                              |          |
| Hockey sur glace                          | |          |
| Equipe                                    | Raymond Bonney, Anthony Conroy, Herbert Drury Edward Fitzgerald, George Geran, Frank Goheen Joseph McCormick, Lawrence McCormick Frank Synott, Leon Tuck, Cyril Weidenborner |          |
| Lutte                                     | |          |
| Lutte libre poids plume, - 60 kg          | Samuel Gerson |          |
| Lutte libre Poids lourds, +82.5 kg        | Fred Meyer |          |
| Natation                                  | |          |
| 100 m hommes                              | Pua Kealoha |          |
| 400 m hommes                              | Ludy Langer |          |
| 100 m dos hommes                          | Ray Kegeris |          |
| 100 m femmes                              | Irene Guest |          |
| 200 m femmes                              | Margaret Woodbridge |          |
| Plongeon                                  | |          |
| Tremplin à 3 mètres hommes                | Clarence Pinkston |          |
| Tremplin à 3 mètres femmes                | Helen Wainwright |          |
| Tir                                       | |          |
| Pistolet à 30 m                           | Raymond Bracken |          |
| Petite carabine à 50 m                    | Arthur Rothrock |          |
| Carabine libre à 300 m debout par équipes | Thomas Brown, Willis A. Lee, Lawrence Nuesslein Carl Osburn, Lloyd Spooner                                                                                                   |          |
| Fosse olympique                           | Frank Troeh |          |

### Médailles de bronze
| Sport                                               | Discipline                                                                     | Sportifs |
| Médailles de bronze 27                              |                                                                                |          |
| Athlétisme                                          |                                                                                |          |
| 1 500 m                                             | Lawrence Shields                                                               |          |
| 110 m haies                                         | Frederic Murray                                                                |          |
| 400 m haies                                         | August Desch                                                                   |          |
| 3 000 m marche                                      | Richard Remer                                                                  |          |
| Saut à la perche                                    | Edwin Myers                                                                    |          |
| Lancer du poids                                     | Harry Liversedge                                                               |          |
| Lancer du disque                                    | Gus Pope                                                                       |          |
| Lancer du marteau                                   | Basil Bennett                                                                  |          |
| Boxe                                                |                                                                                |          |
| Poids welters (-66,7 kg)                            | Frederick Colberg                                                              |          |
| Escrime                                             |                                                                                |          |
| Fleuret par équipes                                 | Francis Honeycutt, Arthur Lyon, Robert Sears Henry Breckinridge, Harold Rayner |          |
| Lutte                                               |                                                                                |          |
| Lutte libre, poids moyens, 67.5 - 75 kg             | Charles Johnson                                                                |          |
| Poids mi-lourds, 75 - 82.5 kg                       | Walter Maurer                                                                  |          |
| Poids lourds, + 82.5 kg                             | Fred Meyer*                                                                    |          |
| Poids lourds, + 82.5 kg                             | Ernst Nilsson*                                                                 |          |
| Natation                                            |                                                                                |          |
| 100 m nage libre hommes                             | William Harris                                                                 |          |
| 100 m nage libre femmes                             | Frances Schroth                                                                |          |
| 300 m nage libre femmes                             | Frances Schroth                                                                |          |
| Plongeon                                            |                                                                                |          |
| Tremplin à 3 mètres hommes                          | Louis Balbach                                                                  |          |
| Tremplin à 3 mètres femmes                          | Thelma Payne                                                                   |          |
| Plateforme à 10 mètres hommes                       | Harry Prieste                                                                  |          |
| Polo                                                |                                                                                |          |
| Équipe                                              | Arthur Harris, Terry Allen John Montgomery, Nelson Margetts                    |          |
| Tir                                                 |                                                                                |          |
| Pistolet libre à 50 m                               | Alfred Lane                                                                    |          |
| Petite carabine à 50 m                              | Dennis Fenton                                                                  |          |
| Carabine d'ordonnance debout à 300 m                | Lawrence Nuesslein                                                             |          |
| Carabine d'ordonnance couché à 600 m                | Lloyd Spooner                                                                  |          |
| Tir au cerf courant coup simple à 100 m par équipes | Thomas Brown, Willis A. Lee Lawrence Nuesslein, Carl Osburn Lloyd Spooner      |          |
| Fosse olympique                                     | Frank Wright                                                                   |          |

- Deux médailles de bronze ont été décernées conjointement pour cette épreuve.

## Engagés par sport

### Équitation

#### Concours complet
| Athlète                                                   | Cheval                        | Compétition | Résultats | Résultats |
| Athlète                                                   | Cheval                        | Compétition | Score     | Rang      |
| --------------------------------------------------------- | ----------------------------- | ----------- | --------- | --------- |
| John Burke Barry                                          | Raven                         | Individuel  | 1350,00   | 16e       |
| Harry Chamberlin                                          | Nigra                         | Individuel  | 1568,75   | 6e,       |
| Sloan Doak                                                | Deceive                       | Individuel  | éliminé   | éliminé   |
| William West                                              | Black Boy                     | Individuel  | 1558,75   | 7e        |
| John Burke Barry Harry Chamberlin Sloan Doak William West | Raven Nigra Deceive Black Boy | Équipe      | 4477,50   | 4e,       |

#### Dressage
| Athlète          | Cheval   | Compétition | Résultats | Résultats |
| Athlète          | Cheval   | Compétition | Score     | Rang      |
| ---------------- | -------- | ----------- | --------- | --------- |
| John Burke Barry | Chiswell | Individuel  | 19,3125   | 14e       |
| Harry Chamberlin | Harebell | Individuel  | 19,3125   | 14e       |
| Sloan Doak       | Singlen  | Individuel  | 19,3125   | 14e       |

#### Saut d'obstacles
| Athlète                                                  | Cheval                        | Compétition | Résultats | Résultats |
| Athlète                                                  | Cheval                        | Compétition | Score     | Rang      |
| -------------------------------------------------------- | ----------------------------- | ----------- | --------- | --------- |
| Henry Allen                                              | Don                           | Individuel  | 7,00      | 7e        |
| John Downer                                              | Dick                          | Individuel  | 8,50      | 12e       |
| William West                                             | Prince                        | Individuel  | 12,00     | 18e       |
| Harry Chamberlin Sloan Doak Vincent Erwin Karl Greenwald | Nigra Rabbit Red Joffre Moses | Équipe      | 42,00     | 5e        |